# Furuichi Kōi
Furuichi Kōi est un nom japonais traditionnel ; le nom de famille (ou le nom d'école), Furuichi, précède donc le prénom (ou le nom d'artiste).

Statue de Furuichi Kōi à l'Université de Tokyo

Le baron Furuichi Kōi (古市 公威) (13 septembre 1854 - 28 janvier 1934) est un ingénieur civil et président du Kōka Daigaku, de nos jours école d'ingénieurs de l'université de Tokyo.

## Biographie
Il naît en 1854, fils de Furuichi Takashi, membre du domaine de Himeji. En 1869, il entre au Kaisei gakkō et bénéficie en 1870 d'une bourse et entre au Daigaku Nankō. Il part ensuite étudier à l'École centrale des arts et manufactures à Paris en tant que premier étudiant du ministère de l'Éducation parti à l'étranger. Il est diplômé en 1879 et entre à la faculté des sciences de Paris dont il est diplômé en 1889 puis retourne au Japon où il occupe le poste de Doboku-kyoku Yatoi au Naimushō. En 1881, il est conférencier à l'Université de Tokyo et après cela cumule les fonctions de professeur d'université avec celle de bureaucrate expert technique.
En 1886, à l'âge de 32 ans, il est nommé Kōka Daigaku, prédécesseur du président du Tokyo Daigaku Kōgakubu (département d'ingénierie de l'Université de Tokyo). Il essaye d'améliorer l'administration des travaux publics et crée le Doboku Hōki (loi sur les travaux publics). Il joue un rôle dans la construction du Yokohama-kō et aide, en tant que premier président du Nihon Kōgakkai (Fédération japonaise des sociétés d'ingénierie), à améliorer la réputation de l'ingénierie japonaise dans le monde.

## Source de la traduction
- (en) Cet article est partiellement ou en totalité issu de l’article de Wikipédia en anglais intitulé « Furuichi Kōi » (voir la liste des auteurs).